# Jun Ji-hyun
Wang Ji-hyun (en Hangul, 왕지현; Seúl, 30 de octubre de 1981) más conocida con su nombre artístico Jun Ji-hyun (en Hangul, 전지현), es una actriz y modelo surcoreana.

## Biografía
Nació en Seúl y estudió en la Facultad de Teatro y Cine de la Universidad Dongguk. 

## Carrera
Desde 2012 es miembro de la agencia "Culture Depot".
Comenzó su carrera como modelo en 1997, y después apareció en numerosos anuncios publicitarios. Su debut en el cine fue en White Valentine (1999). Este fue seguido por un papel en Il Mare (2000), en la cual las hermosas tomas en la Isla Ganghwa probaron ser uno de los muchos factores que contribuyeron al éxito de la película. Su gran despegue fue en My Sassy Girl (2001), una comedia romántica con la que ganó el "Best Actress Award" en el Festival de Cine de Daejong en 2002. Un remake estadounidense de Il Mare, The Lake House, se estrenó el 14 de junio de 2006.
Desde su debut como modelo para Echo, Jun Ji-hyun modeló en un principio para muchas compañías de moda y, más adelante, en comerciales para teléfonos móviles y cosméticos. Algunas de sus más populares marcas representadas incluyen Giordano, Laneige y Anycall. En el 2004, uno de sus anuncios de Giordano fue considerado demasiado sexy por los censores y fue retirado de la televisión coreana. Ese mismo año, fue elegida por tener el "Best Butt in Asia", obteniendo el 41% del total de votos, ganándole a Lee Hyo-ri, quien solo obtuvo el 30% de los votos.
En el 2005, se convirtió en la primera artista coreana en ser la portada de la famosa revista de modas ELLE.
La exitosa comedia romántica Windstruck (2004), coprotagonizada Jang Hyuk, la reunió con el director de My Sassy Girl, Kwak Jae-yong.
También protagonizó la película Daisy (2006).
Interpretó el papel de Saya en la versión de acción en vivo de Blood: The Last Vampire, dirigida por Chris Nahon, que se estrenó en 2009.
En 2016, se estrenó su nueva serie protagonizada por ella y Lee Min Ho, llamada The Legend of the Blue Sea, a finales de ese año.
A principios de noviembre de 2020 se anunció que se había unido al elenco principal del spin-off del Kingdom titulado Kingdom: Story of Asin donde volverá a dar vida a Asin.

## Vida personal
Más de 600 invitados, entre ellos celebridades y amigos cercanos y la familia de la estrella, asistieron a su boda con su amigo de la infancia y actual CEO banquero surcoreano Choi Joon-hyuk, el 13 de abril de 2012 en el Hotel Shinra en Jangchung-dong, en el centro de Seúl. El 22 de julio de 2015 se confirmó el embarazo del primer hijo de la actriz después de 3 años de matrimonio. El día 10 de febrero de 2016 dio a luz a su primer hijo, un varón. En junio de 2017, la agencia de Wang anunció que la actriz estaba embarazada de su segundo hijo. El 26 de enero de 2018, dio a luz a su segundo hijo.

## Filmografía

### Televisión

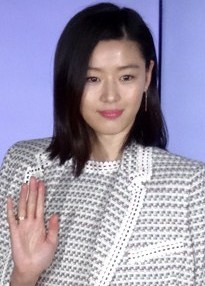
Jun Ji-hyun en el 2015.

| Año             | Título                     | Papel         |
| --------------- | -------------------------- | ------------- |
| 1997            | The Season of Puberty      |               |
| 1998            | Inkigayo                   | Presentadora  |
| 1998            | Fascinate My Heart         | Wang Ka-young |
| 1999            | Happy Together             | Seo Yoon-joo  |
| 2013 - 2014     | My Love from the Star      | Cheon Song-yi |
| 2016 - 2017     | The Legend of the Blue Sea | Shim Chung    |
| 2020            | Kingdom                    | Cameo         |
| 2021            | Kingdom: Story of Asin     |               |
| 2021 - presente | Jirisan                    | Seo Yi-kang   |

### Cine
| Año  | Título                         | Papel              |
| ---- | ------------------------------ | ------------------ |
| 1999 | White Valentine                | Jung Min           |
| 2000 | Siwolae                        | Eun Joo            |
| 2001 | My Sassy Girl                  | La chica           |
| 2003 | The Uninvited                  | Yeon               |
| 2004 | Windstruck                     | Yeo Kyung Jin      |
| 2006 | Daisy                          | Hye Young          |
| 2008 | A Man Who Was Superman         | Song Soo Jung      |
| 2009 | Blood: The Last Vampire        | Saya Otonashi      |
| 2011 | Snow Flower and the Secret Fan | Sophia/Snow Flower |
| 2012 | The Thieves                    | Yenicall           |
| 2013 | The Berlin File                | Ryun Jung Hee      |
| 2015 | Assassination                  | Ahn Ok Yun/Mitsuko |

### Aparición en videos musicales
| Año  | Canción                  | Artista                 |
| ---- | ------------------------ | ----------------------- |
| 1999 | «The Beginning of Love»  | Leon Lai                |
| 2000 | «Hey Girl»               | Jang Hyuk (T.J Project) |
| 2000 | «January Love»           | Jang Hyuk (T.J Project) |
| 2002 | «Love Is Always Thirsty» | Yumi                    |

### Anuncios
| Año  | Anuncio                      | Notas                 |
| ---- | ---------------------------- | --------------------- |
| 2014 | SK Telecom (Broadband LTE-A) | junto a Lee Jung-jae  |
| 2014 | UNIQLO Korea                 | Junto a Gang Dong-won |

### Revistas / sesiones fotográficas
| Año | Título          | Notas                                            |
| --- | --------------- | ------------------------------------------------ |
| -   | Cine21 Magazine | (vol. 1013) - junto a Ha Jung-woo y Lee Jung-jae |

## Premios y nominaciones
Premios
- Premios Grand Bell, 2002
  - Mejor actriz, My Sassy Girl
- Premios Baek Sang Art, 1999
  - Mejor actriz revelación, White Valentine

Nominaciones
- Premios Grand Bell, 2006
  - Mejor actriz, Daisy